# Tolerància immunitària
La tolerància immunitària o immunotolerància és la manca de resposta immunitària adaptativa contra un antigen concret. És un estat de reactivitat immunitària específica, produït per un contacte previ amb l'antigen i limitat en aquest antigen o en un altre que reaccioni amb ell de forma encreuada.
El sistema immunitari dels organismes superiors permet de reconèixer material «propi» com a tal i alhora diferenciar-lo del material «aliè». Per a defensar-se patògens com els bacteris, els virus, els fongs o els paràsits, cal que l'organisme sigui capaç de reconèixer-los com a aliens. Els antígens identificats com a propis són tolerats pel sistema immunitari.
Per a diferents raons, pot esdevenir que el sistema «tolera» material alié. Un exemple emblemàtic és la immunotolerància vers el fetus, que és material aliè dins del cos de la mare, tolerància que és indispensable per a dur a terme l'embarràs. Si aquest mecanisme no funciona correctament, pot conduir a problemes de gestació i avortament espontani. D'un altre costat, pot hi haver intolerància immunitària quan l'organisme lluita contra material propi com si fos aliè, el que és el cas de les malalties autoimmunes.

## Bioquímica de la tolerància immunitària
La tolerància central depèn del desenvolupament dels limfòcits T al tim. Aquí, el paper més important és el que juguen els processos de selecció negativa i positiva. Per poder convertir-se en limfòcits T madurs, els anomenats limfòcits doblement positius (CD4+ i CD8+) han de superar una sèrie de «proves». El receptor dels limfòcits T (TCR) s'uneix a molècules d'MHC de classe I i classe II, expressades per les cèl·lules epitelials del tim i que porten pèptids propis. Si aquesta unió no és possible, els TCR no són capaços de reconèixer molècules MHC, de manera que el limfòcit no rep el senyal de supervivència i sofreix mort cel·lular apoptòtica. Es parla de «mort de negligència». Els limfòcits T no passen una selecció positiva. Tanmateix, si la unió a l'MHC és massa forta, es produeix una sobreactivació dels limfòcits T, cosa que també resulta en la seva apoptosi, passant una selecció negativa. En última instància només sobreviuen els limfòcits que poden unir-se a l'MHC amb una afinitat moderada, és a dir, els que han demostrat que poden reconèixer MHC, però que no són activats per complexos d'MHC amb pèptids propis (no són autoreactius).
De tots els limfòcits que maduren al tim, només entre un 3% i un 5% sobreviuen en el procés de selecció. Tanmateix, no tots els pèptids propis són presentats al tim, sinó que els limfòcits es troben més epítops d'antígens a la perifèria del cos, i en aquest cas es parla de la tolerància perifèrica. Aquesta tolerància es manté principalment per tres mecanismes:
1. Anergia: Es presenta un antigen sense coestimulació a un limfòcit T, de manera que el limfòcit entra en un estat d'anergia. Això significa que tot i que continua vivint, ja no se'l pot activar més, encara que després es produeixi presentació d'antigen per part d'una APC.
2. Deleció: Si es presenta a un limfòcit contínuament un determinat antigen en altes concentracions, aquest limfòcit mor. El mateix passa si un limfòcit és reactivat poc després d'haver estat activat anteriorment.
3. Supressió per limfòcits T reguladors: Aquest aspecte encara és poc conegut i roman objecte de molts estudis. Fins ara l'únic que és segur és que existeixen el que hom anomena limfòcits T reguladors CD25+. Aquests limfòcits secreten les citocines TGF-ß i IL-10, que inhibeixen els altres limfòcits T que els envolten. Tanmateix, aquesta inhibició requereix un contacte cel·lular directe.

A més, es postula l'existència de dues classes més de limfòcits T reguladors:
- Els limfòcits TH3, que secreten TGF-ß.
- Els limfòcits Tr1, que secreten IL-10.

Els limfòcits T reguladors tenen un paper important en l'«educació» de la barrera funcional del sistema immunitari als anomenats «òrgans immunoprivilegiats», com els ulls, els testicles o el fetus durant l'embaràs.